# آرثر مانيرينغ تيندال
آرثر مانيرينغ تيندال (بالإنجليزية: Arthur Mannering Tyndall)‏ (و. 1881 – 1961 م) هو فيزيائي، وأستاذ جامعي من المملكة المتحدة. ولد في بريستول .
وكان عضواً في الجمعية الملكية .

## التعليم
تعلم في جامعة بريستول

## مناصب وهيئات
أدار جامعة بريستول.